# アンティル・ザ・ナイト
「アンティル・ザ・ナイト」(Until the Night)は、アメリカの歌手ビリー・ジョエルの楽曲。

## 解説
本国のアメリカではシングルカットされなかったが、日本やイギリスではアルバム『ニューヨーク52番街』からの後発シングルとしてシングルカットされ、イギリスのビルボード50位を記録した。なお、日本での発売当時のタイトルは、「アンティル・ザ・ナイト（夜のとばり）」である。またビリーとプロデューサーのフィル・ラモーンはこの曲についてフィル・スペクターとライチャス・ブラザーズの影響を強く受けたと語っている。1980年にライチャス・ブラザーズのビル・メドレーがこの曲をカバーしている。
ながらくベスト・アルバムには収録されなかったが､2011年に発売された､ビリーのベスト・アルバム『ラヴ・ソングス』に収録された。